# Judith Goldberg
Judith Goldberg (* 1985 in Hamburg) ist eine deutsche Theater- und Filmschauspielerin.

## Leben
Goldberg hatte erste Theaterrollen am Schauspielhaus Hamburg unter der Regie von Jacqueline Kornmüller, Sebastian Schlösser und Verena Fitz. So spielte sie 2005 im Doppelten Lottchen sowie 2007 in Sauber und in Der kaukasische Kreidekreis. Von 2008 bis 2011 nahm sie Schauspielunterricht am Hamburger Schauspiel-Studio Frese. 2010 wirkte sie in Kein Fest wie jedes andere unter der Regie von Anne Sophie Domenz am Maxim Gorki Theater Berlin mit. Es folgten 2011 Theaterrollen in Staub.Woyzeck! und Minna von Barnheim am Monsun-Theater in Hamburg sowie Der Fleischreport im St. Pauli Theater Hamburg. In den folgenden Jahren hatte sie u. a. Gastengagements am Thalia Theater Hamburg, Theater Phönix in Linz, Theater Hildesheim, Theater Wilhelmshaven, Theater an der Parkaue Berlin und Theater im Kunstquartier Salzburg, bevor sie 2017 festes Ensemblemitglied am Theater Bremen wurde.
Erste Filmerfahrung sammelte Goldberg 2010 als Braut in der Filmkomödie Vater Morgana. In dem Fernsehfilm Das Romeo-Prinzip spielte sie 2015 Jule. 2016 wirkte sie in dem Kurzfilm Ein Tag wie kein anderer mit. 2018 war sie in der Filmkomödie Wolkenbruchs wunderliche Reise in die Arme einer Schickse als Ruth Wolkenbruch zu sehen. In dem Tatort Des Teufels langer Atem spielte sie 2022 neben Christine Urspruch und Jan Josef Liefers die Rechtsmedizinerin Vivian Peters.

## Filmografie (Auszug)
- 2010: Vater Morgana
- 2015: Das Romeo-Prinzip
- 2016: Ein Tag wie kein anderer
- 2018: Wolkenbruchs wunderliche Reise in die Arme einer Schickse
- 2022: Tatort: Des Teufels langer Atem
- 2023: Mord oder Watt? – Ebbe im Herzen